# Jacobaea uniflora
Jacobaea uniflora là một loài thực vật có hoa trong họ Cúc. Loài này được (All.) Veldkamp mô tả khoa học đầu tiên năm 2006.